# زي البحارة لأكيبي
زي البحارة لأكيبي (بالإنجليزية: Akebi's Sailor Uniform)‏ هي سلسلة مانغا يابانية نشرت لأول مرة في أغسطس 2016 وتم جمعها في 9 تانكوبون ومن المقرر عمل مسلسل أنمي من إنتاج كلوفر وركس سيعرض في يناير 2022.